# Медаль «Pro Benemerenti»
Медаль «Pro Benemerenti» (лат. Pro Benemerenti) — медаль, жалуемая папой римским членам духовенства и мирянам за служение Католической церкви. Первоначально учреждённая как награда для солдат армии Папской области, сейчас является гражданской наградой, но все ещё может быть вручена членам папской Швейцарской гвардии.

## История
Медаль была учреждена папой Пием VI (1775–1799) как военная награда. В 1831 году при Григории XVI (1831–1846) были отчеканены специальные медали для солдат папской армии, сражавшихся в Ферраре, Болонье и Вене.
С 1925 года медаль стала вручаться также мирянам и членам духовенства. Солдаты Швейцарской гвардии могли получить её за три года верной службы.

## Описание
Нынешняя версия медали была разработана Павлом VI. Представляет собой золотой греческий крест с изображающий благословляющего Христа. На левой стороне креста находится тиара и скрещённые ключи (герб Ватикана). На правой руке находится герб нынешнего папы. Лента медали в жёлто-белых цветах (флаг Ватикана).
Предыдущие версии были, в основном, круглые, с портретом правящего папы спереди и лавровым венком с надписью «BENEMERENTI» или «BENE MERENTI» сзади.

## Изображения

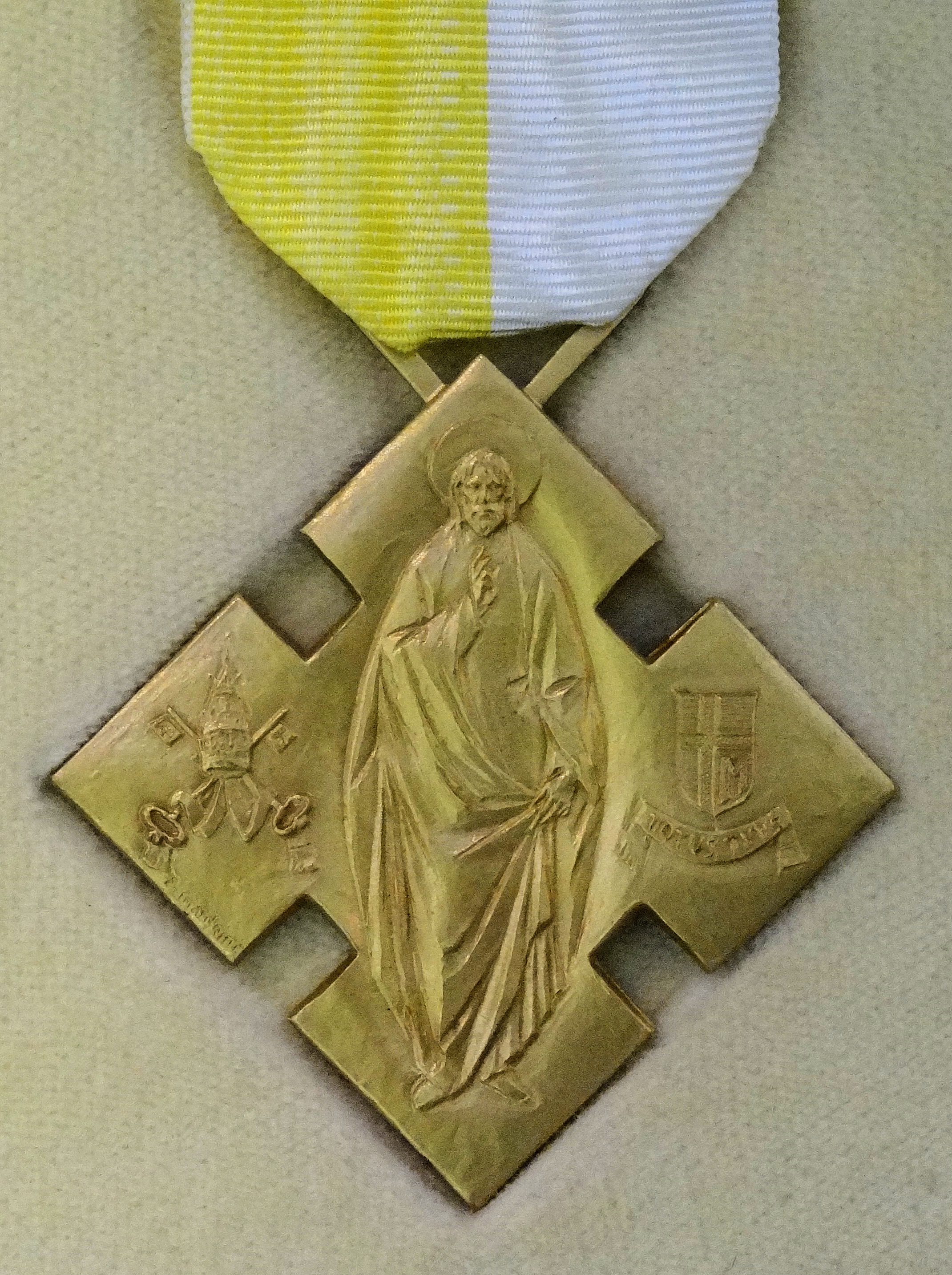
Медаль 1984 года
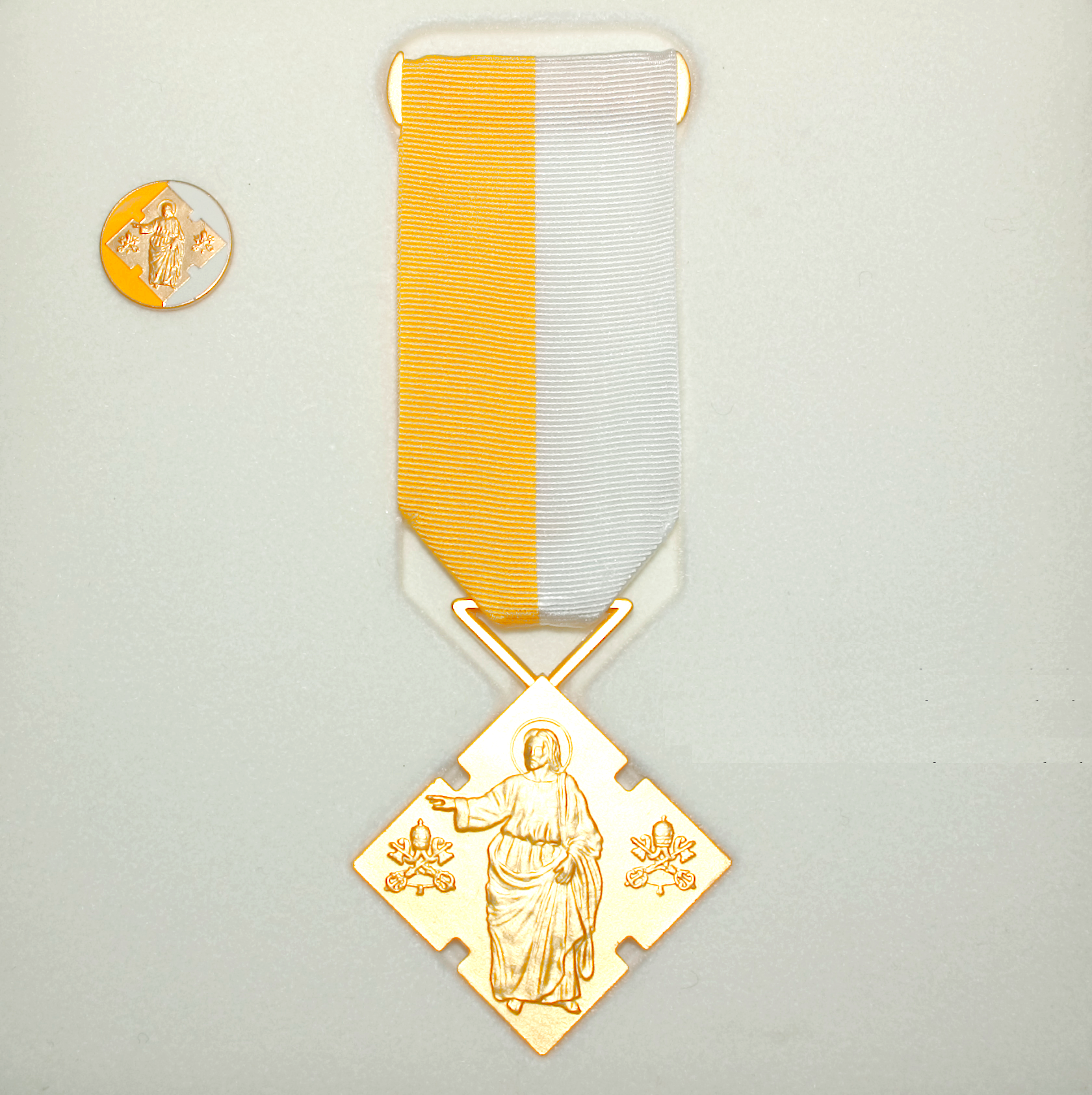
Медаль 2009 года (аверс)
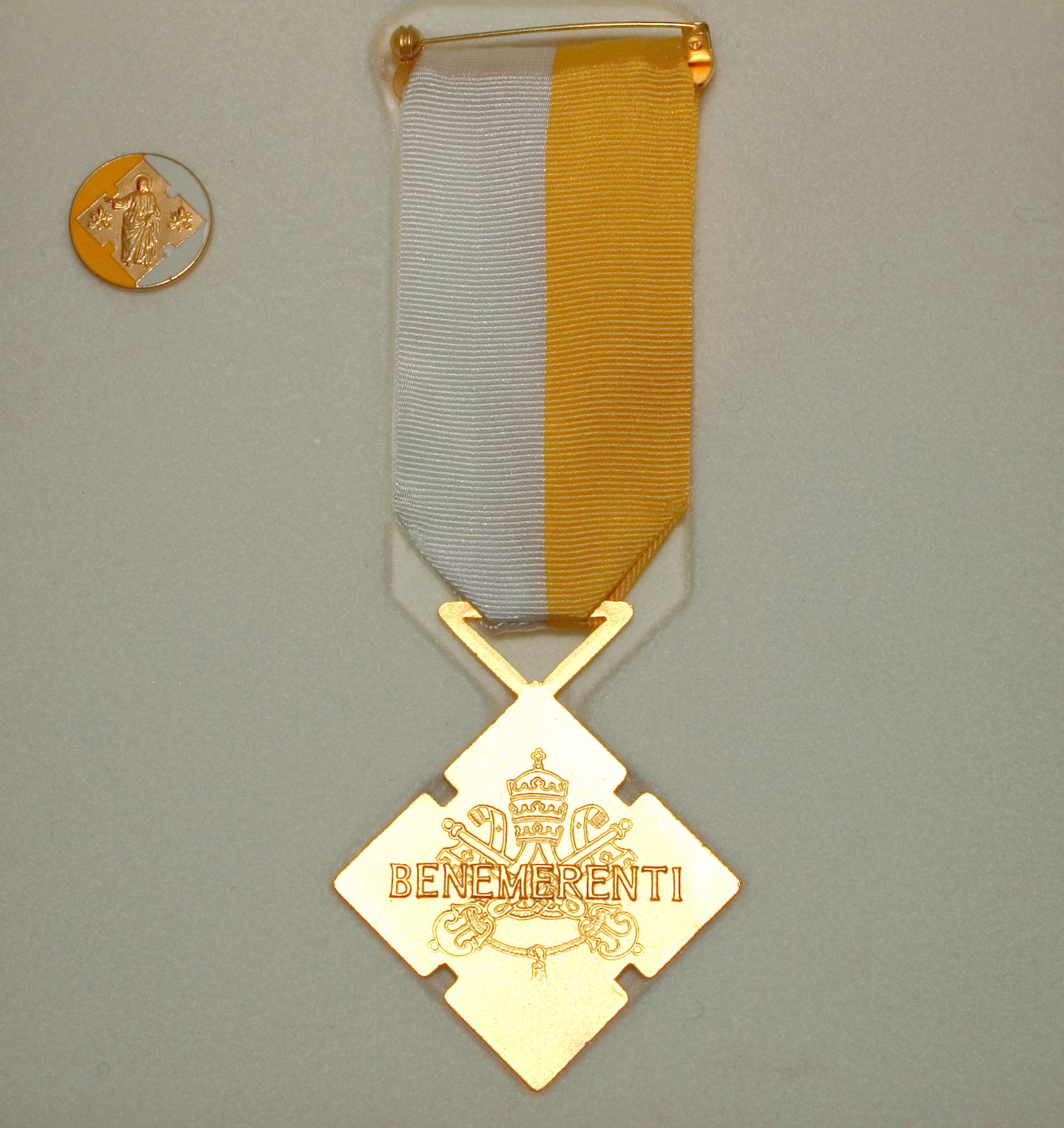
Медаль 2009 года (реверс)